# Tronador
Tronador é um vulcão extinto da Cordilheira dos Andes, na fronteira entre Chile e Argentina. Está inserido no Parque Nacional Nahuel Huapi, no lado argentino; e no Parque Nacional Vicente Pérez Rosales, no lado chileno.

## História
Sua origem se deu no período do Pleistoceno. É estimado que os primeiros fluxos de lava se deram há 1.300.000 anos; e o último registro de atividade ocorreu há 350.000 anos.
Na obra "História da Companhia de Jesus no Chile", escrita pelo jesuíta Miguel de Olivares entre 1736 e 1738, foi mencionado o monte Tronador (trovão), nome dado pelos nativos da região devido ao som que é produzido quando os seracs se desprendem dos glaciares.
Os primeiros estudos geológicos ocorreram em 1909, por Steffen, que publicou seus estudos em literaturas científicas. E o primeiro mapa geográfico da região foi feito por Ljungner, em 1931.
No dia 29 de janeiro de 1934, depois de 18 horas de subida, Hermann Claussen foi a primeira pessoa a alcançar o cume principal internacional do Tronador. E, em 28 de fevereiro de 1938, foi inaugurado pelo Clube Andino Bariloche, o primeiro refúgio na montanha, a 2.270 metros de altitude, mas por um erro de calculo, foi construído em solo chileno.

## Características
É um estratovulcão, formado pelas sucessivas sobreposições de material vulcânico ao longo de milhares de anos. É composto de basalto e andresito, também pode ser encontrado depósitos de lahars e de fluxos piroclásticos. Seu formato é cônico íngreme, e possui uma camada espessa de calota de gelo permanente.
O pico principal internacional, também conhecido como Pico Anon, alcança 3.491 metros de altura; o pico mais alto do lado argentino alcança 3.230 metros; e do lado chileno alcança 3.320 metros.
Abriga glaciares, e possui atividade geotérmica que forma fontes termais e fumarolas em seu entorno.

## Glaciares
Esses glaciares são alimentados pela calota de gelo permanente que se encontra no topo do Tronador. Ao longo do quaternário, aumentaram e diminuíram de tamanho, devido as variações climáticas que ocorreram neste período. A partir do século XX, os glaciares vem sofrido recuo acentuado.
Glaciares no lado argentino:
- Frías.[2]
- Alerce.[2]
- Castaño Overa.[2]
- Manso.[2]

Glaciares no lado chileno:
- Peulla.[2]
- Casa Pangue.[2]
- Río Blanco.[2]

## Refúgios
Refúgios no lado argentino:
- Otto Meiling.[2]
- Agostino Rocca.[2]

Refúgios no lado chileno:
- Manuel Ojeda Cancino.[2]